# Manuel Reuter

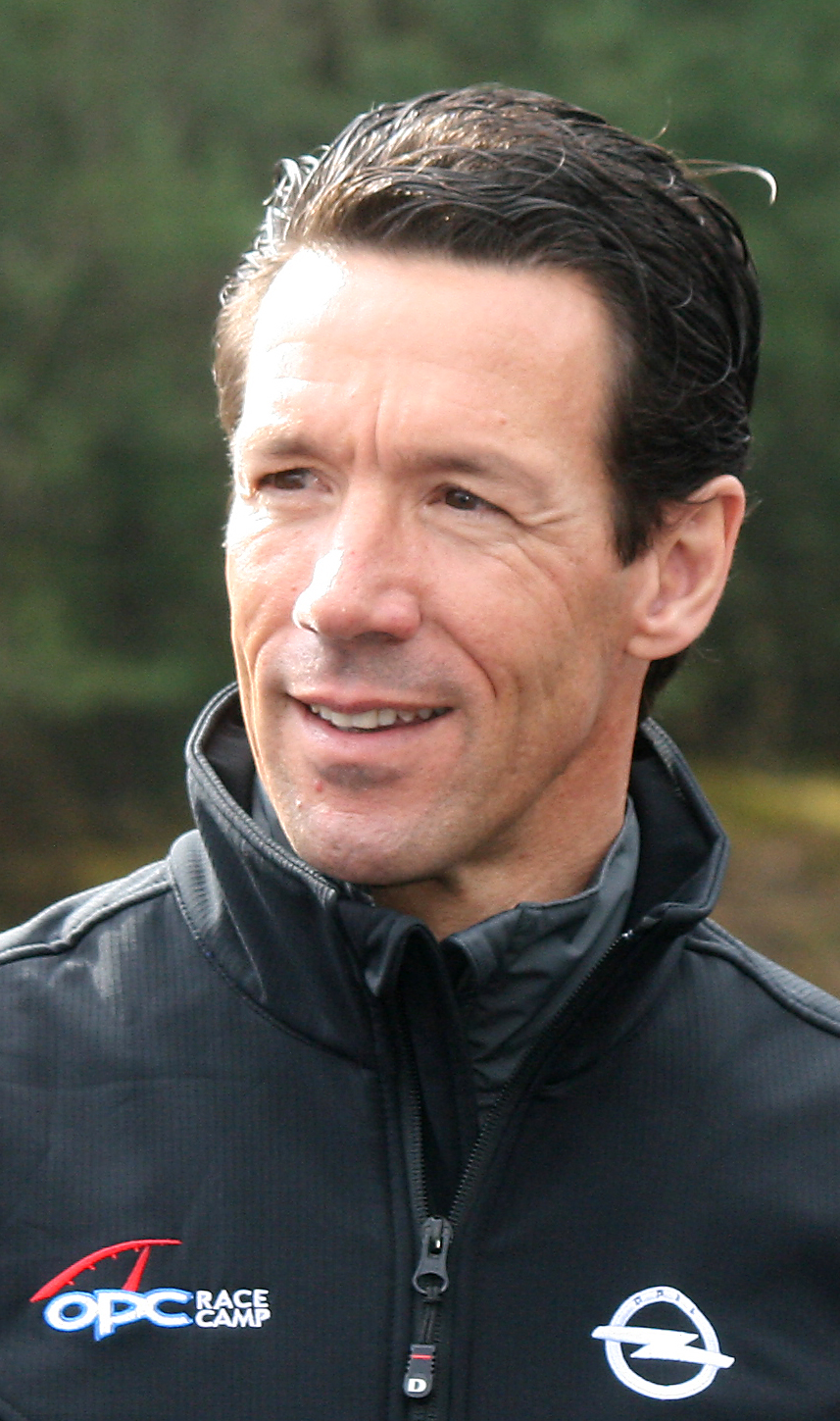
Manuel Reuter, 2010

Manuel Reuter (* 6. Dezember 1961 in Mainz) ist ein ehemaliger deutscher Automobilrennfahrer.

## Karriere
Seine Karriere begann Manuel Reuter in den 1970er-Jahren im Kartsport. Am 2. Juni 1985 steuerte Reuter seinen ersten DTM-Rennwagen, einen Ford Sierra XR4Ti. Drei Monate später folgte auf dem Nürburgring der erste Podiumsplatz, ein Jahr darauf der erste Rennsieg. Zusammen mit Bernd Schneider und Frank Biela bildete er bei Ford das Junior-Team.

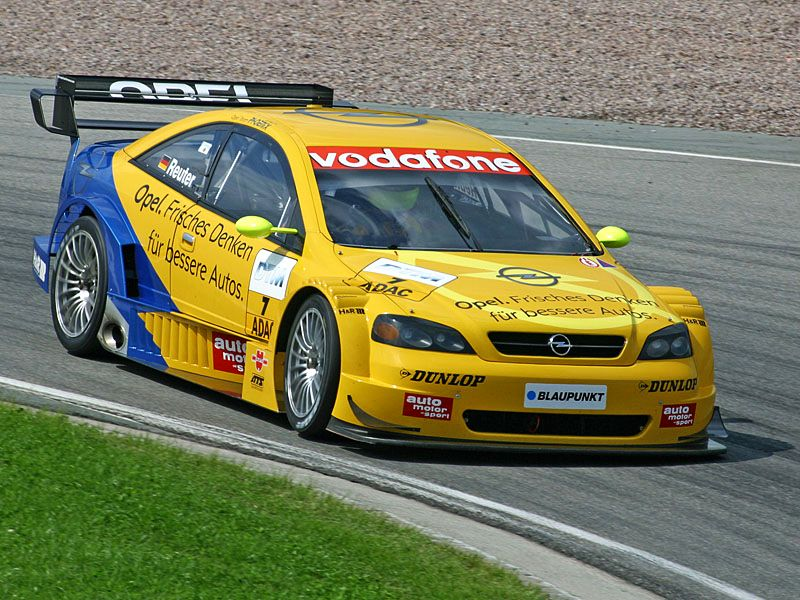
Reuter im Opel Astra V8 Coupe (2002)

Von Ende 1989 bis 1997 wurde er vom früheren Formel-1-Weltmeister Keke Rosberg als Manager betreut.
1988 entschied er sich für eine Sportwagenkarriere parallel zur DTM. Er fuhr ein Jahr im Brun-Porsche und ging 1989 zu Mercedes-Benz, um das 24-Stunden-Rennen von Le Mans zu fahren. Dieses gewann er sogleich im selben Jahr zusammen mit Jochen Mass und Stanley Dickens im Sauber C9.
Ende 1992 kam Manuel Reuter über den Umweg des Opel-Testfahrers wieder in die DTM zurück. Hier war er eng in die Entwicklung des Opel Calibra V6 eingebunden.
Höhepunkt seiner Laufbahn war das Jahr 1996. Er gewann mit einem von seinem früheren DTM-Team Joest eingesetzten TWR-Sportwagen mit Porsche-Motor zum zweiten Mal nach 1989 das 24-Stunden-Rennen von Le Mans. Weiterhin gewann er im gleichen Jahr neben drei Siegen und sechs weiteren Podiumsplätzen den Titel in der international ausgeschriebenen Meisterschaft ITC in einem Opel Calibra V6.
Gemeinsam mit Volker Strycek, Timo Scheider und Marcel Tiemann gewann er 2003 das 24-Stunden-Rennen auf dem Nürburgring in einem DTM-Opel Astra G V8.
Mit dem Ausstieg von Opel aus der DTM Ende der Saison 2005 beendete Manuel Reuter seine Rennfahrerkarriere nach 203 Rennen in dieser Serie. Er ist jedoch weiterhin als Markenbotschafter und Fahrtrainer für Opel und das Opel Performance Center tätig. Außerdem ist er bei der Entwicklung der OPC-Modelle beteiligt und war von 2007 bis 2013 – als Nachfolger von Klaus Ludwig als Co-Kommentator der DTM-Übertragungen der ARD aktiv.
Seit dem Sommer 2014 ist Reuter Sprecher der von den aktiven DTM-Fahrern gegründeten Fahrervereinigung DTMDA (DTM Drivers Association).
Seit 2016 ist Manuel Reuter Mitglied der FIA Drivers`Commission.

## Sonstiges

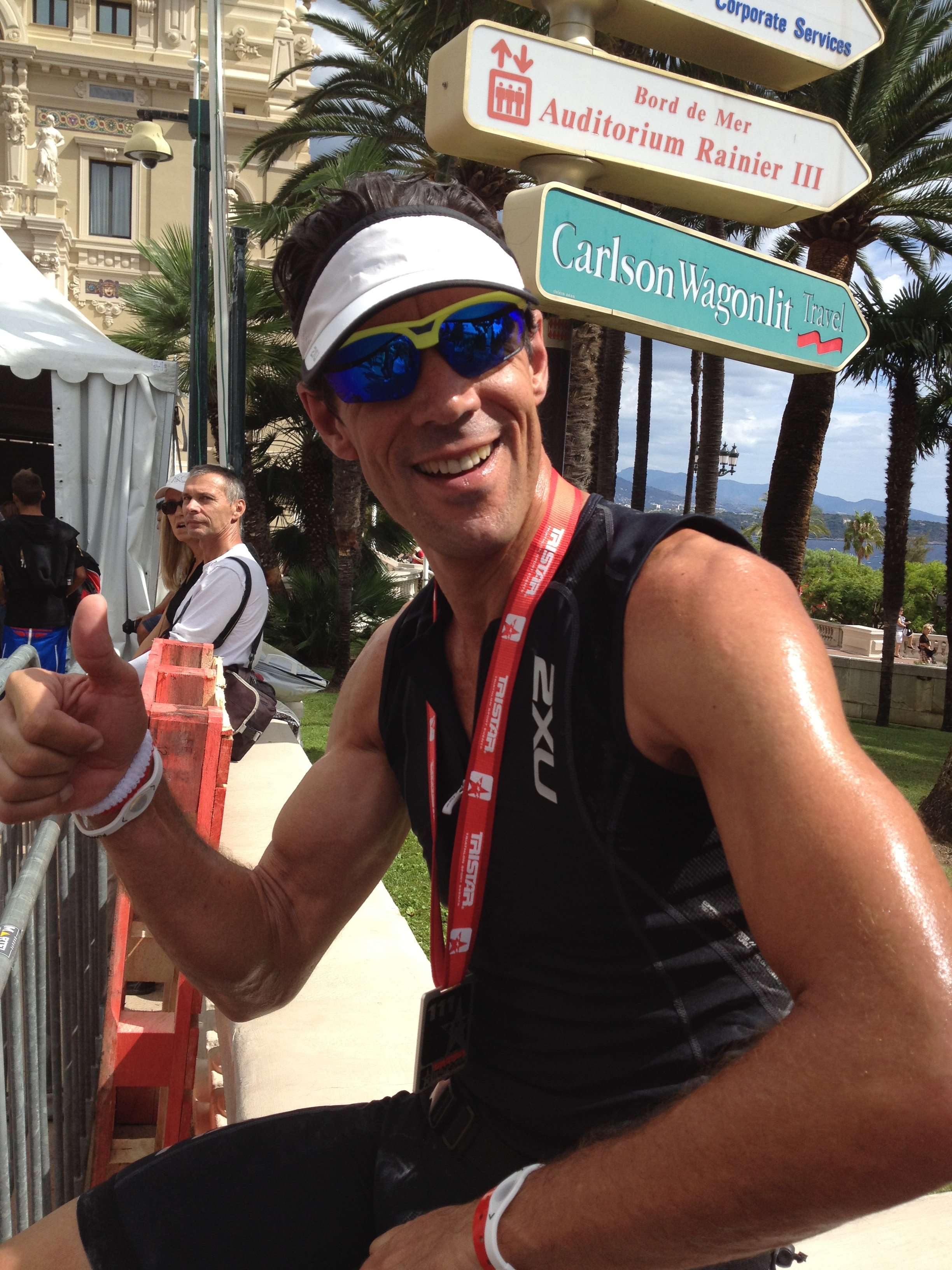
Manuel Reuter, 2012

Am Steuer eines Opel Astra H OPC unterbot er Ende Oktober 2005 den Klassenstreckenrekord auf dem Nürburgring mit 8:35,93 Minuten um vier Sekunden. Diese Rekordfahrt unter dem Motto Techniktransfer von der Rennstrecke auf die Straße wurde aufwändig inszeniert (diverse Kameras am Wagen und an der Strecke, Hubschrauberaufnahmen) und schließlich auf einer DVD mit dem Titel Pure Passion, die u. a. Inboardaufnahmen mit eingeblendeten Messdaten, Luftaufnahmen und die komplette Runde aus der Cockpitperspektive enthält, als Marketinginstrument verbreitet.
Seit 2006 betreibt Manuel Reuter die eigene Event-Agentur Driving Performance by Manuel Reuter GmbH, die sich mit der Vorbereitung und Durchführung des 24-Stunden-Rennens auf dem Nürburgring 2008 im Auftrag von OPC beschäftigte.
Im September 2008 sicherte sich Reuter mit einer Zeit von 5:08 Stunden Platz sieben in seiner Altersgruppe und Platz 168 in der Gesamtwertung des Ironman-70.3-Triathlon in Wiesbaden. Mit dieser Leistung qualifizierte er sich für einen Platz bei der Weltmeisterschaft in Florida im darauf folgenden November.
Im August 2012 wurde Manuel Reuter Europameister seiner Altersgruppe Ironman Mitteldistanz ( 70.3 ) mit einer Zeit von 4:57 Stunden. Im gleichen Jahr gewann er auch den Green Hell Triathlon am Nürburgring und den TriStar 111 Monaco in seiner Altersgruppe.

## Privates
Reuter ist verheiratet und hat eine Tochter. Zu seinen Hobbys zählt der Triathlon.

## Statistik

### Erfolge
- 1981
  - Teilnahme an der Kart-Europameisterschaft (6. Gesamtrang)
- 1983
  - Teilnahme an der Formel Ford 1600 DM und EM (3. Gesamtrang, 6 Siege)
- 1984
  - Deutscher Formel-Ford-2000-Meister; Team Henny Vollenberg VIT
- 1985
  - Deutsche Formel 3 (4. Gesamtrang)
  - europäischer FIA-Formel-3-Cup im VW-Werksteam (7. Gesamtrang)
- 1986
  - Deutsche Formel 3 (4. Gesamtrang)
  - DTM mit Ford; Team Ringshausen (7. Gesamtrang)
- 1987
  - DTM mit Ford; Team Ringshausen (Vizemeister)
- 1988
  - Prototypen- und Sportwagen-WM auf Brun-Porsche; mehrmals bester Porsche-Pilot
- 1989
  - DTM mit Mercedes (Team Mass/Schons) (6. Gesamtrang)
  - Sieg 24-Stunden-Rennen von Le Mans auf Sauber-Mercedes mit Jochen Mass und Stanley Dickens
- 1990
  - Sportwagen-WM mit Lloyd-Porsche in England
- 1991
  - Sportwagen-WM mit Team Porsche Kremer
  - Testfahrer im Opel Team Schübel
- 1992
  - Interserie/USA mit Porsche Kremer
  - 24-Stunden von Le Mans auf Kremer Porsche mit Harri Toivonen und John Nielsen (9. Platz)
  - Opel-Testpilot
- 1993
  - IMSA-GTP-Serie mit Joest-Porsche (Sieg in Laguna Seca/USA)
  - 12-Stunden-Rennen IMSA GT-Rennen Sebring/USA
  - 24-Stunden von Daytona/USA
  - 24 Stunden Le Mans mit Frank Jelinski und "John Winter"
  - sporadische Einsätze im ADAC-GT-Cup mit Joest Porsche;
  - Opel-Werkspilot; erster Einsatz des Klasse 1-Calibra in der DTM in Hockenheim
- 1994
  - Opel-Werkspilot in der DTM mit Calibra V6 (Opel Team Joest)
  - Teilnahme am Porsche Supercup für Porsche Zentrum Koblenz
- 1995
  - Opel-Werkspilot in der DTM/ITC auf Calibra V6 (Opel Team Joest) (5. Gesamtrang in der ITC und 12. in der DTM)
- 1996
  - Internationaler Tourenwagen-Meister (ITC) als Opel Werksfahrer auf Calibra V6 (Opel Team Joest)
  - Sieg beim 24-Stunden-Rennen von Le Mans mit Alexander Wurz und Davy Jones (Team Joest Porsche WSC)
- 1997
  - Opel Werksfahrer im ADAC STW Super Tourenwagen Cup Deutschland auf Opel Vectra im Opel Team SMS (17. Gesamtrang)
- 1998
  - Opel Werksfahrer im ADAC STW auf Opel Vectra im Opel Team SMS (5. Gesamtrang und Sieg für Opel in der Markenwertung)
- 1999
  - Opel Werksfahrer im ADAC STW auf Opel Vectra im Opel Team Holzer (6. Gesamtrang)
- 2000
  - Opel Werksfahrer auf Opel Astra V8 Coupe im Opel Team Phoenix (Vizemeister)
- 2001
  - Opel Werksfahrer in der DTM auf Opel Astra V8 Coupe im Opel Team Phoenix (9. Gesamtrang)
- 2002
  - Opel Werksfahrer in der DTM auf Opel Astra V8 Coupe (10. Gesamtrang)
- 2003
  - Opel Werksfahrer in der DTM auf Opel Vectra GTS V8 (10. Gesamtrang)
  - Sieg beim 24-Stunden-Rennen auf dem Nürburgring mit Opel auf Opel Astra V8 Coupe
- 2004
  - Opel Werksfahrer in der DTM auf Opel Vectra GTS V8 (12. Gesamtrang; 3. Platz beim Rennen in Oschersleben)
- 2005
  - Opel Werksfahrer in der DTM auf Opel Vectra GTS V8 (17. Gesamtrang; 5. Platz beim Rennen auf dem EuroSpeedway Lausitz) und 3. Platz beim Schneemobil-Rennen in Sindelfingen

### Le-Mans-Ergebnisse
| Jahr | Team                  | Fahrzeug           | Teamkollege    | Teamkollege      | Platzierung | Ausfallgrund |
| ---- | --------------------- | ------------------ | -------------- | ---------------- | ----------- | ------------ |
| 1988 | Brun Motorsport       | Porsche 962C       | Walter Lechner | Franz Hunkeler   | Ausfall     | Unfall       |
| 1989 | Team Sauber Mercedes  | Sauber C9          | Jochen Mass    | Stanley Dickens  | Gesamtsieg  |              |
| 1990 | Richard Lloyd Racing  | Porsche 962 GTi    | JJ Lehto       | James Weaver     | Ausfall     | Feuer        |
| 1991 | Porsche Kremer Racing | Porsche 962 CK6    | JJ Lehto       | Harri Toivonen   | Rang 9      |              |
| 1992 | Kremer Porsche Racing | Porsche 962 CK6    | John Nielsen   | Giovanni Lavaggi | Rang 7      |              |
| 1993 | Joest Porsche Racing  | Porsche 962 C      | Louis Krages   | Frank Jelinski   | Ausfall     | Motorschaden |
| 1996 | Joest Racing          | TWR-Porsche WSC-95 | Alexander Wurz | Davy Jones       | Gesamtsieg  |              |

### Sebring-Ergebnisse
| Jahr | Team                 | Fahrzeug     | Teamkollege   | Teamkollege  | Platzierung | Ausfallgrund |
| ---- | -------------------- | ------------ | ------------- | ------------ | ----------- | ------------ |
| 1993 | Joest Porsche Racing | Porsche 962C | Chip Robinson | Louis Krages | Ausfall     | Unfall       |

### Einzelergebnisse in der Sportwagen-Weltmeisterschaft
| Saison | Team                              | Rennwagen             | 1   | 2   | 3   | 4   | 5   | 6   | 7   | 8   | 9   | 10  | 11  |
| ------ | --------------------------------- | --------------------- | --- | --- | --- | --- | --- | --- | --- | --- | --- | --- | --- |
| 1985   | Team Labatt                       | Gebhardt JC853        | MUG | MON | SIL | LEM | HOK | MOS | SPA | BRH | FUJ | SEL |     |
| 1985   | Team Labatt                       | Gebhardt JC853        |     | DNF |     |     |     |     |     |     |     |     |     |
| 1987   | Sauber Motorsport Brun Motorsport | Sauber C9 Porsche 962 | JAR | JER | MON | SIL | LEM | NÜN | BRH | NÜR | SPA | FUJ |     |
| 1987   | Sauber Motorsport Brun Motorsport | Sauber C9 Porsche 962 |     |     |     |     |     | DNF |     |     |     | DNF |     |
| 1988   | Brun Motorsport                   | Porsche 962           | JER | JAR | MON | SIL | LEM | BRÜ | BRH | NÜR | SPA | FUJ | SAN |
| 1988   | Brun Motorsport                   | Porsche 962           | 6   | 4   | DNF |     | DNF |     |     | 5   | 4   | DNF |     |
| 1989   | Kremer Racing                     | Porsche 962           | SUZ | DIJ | JAR | BRH | NÜR | DON | SPA | MEX |     |     |     |
| 1989   | Kremer Racing                     | Porsche 962           |     |     |     |     | 9   |     |     |     |     |     |     |
| 1990   | Lloyd Racing                      | Porsche 962           | SUZ | MON | SIL | SPA | DIJ | NÜR | DON | MOT | MEX |     |     |
| 1990   | Lloyd Racing                      | Porsche 962           | 15  | 17  | 11  | 6   | DNF | DNF | 11  | 3   | DNF |     |     |
| 1991   | Kremer Racing                     | Porsche 962           | SUZ | MON | SIL | LEM | NÜR | MAG | MEX | AUT |     |     |     |
| 1991   | Kremer Racing                     | Porsche 962           | 3   | 5   | 8   | 9   | 3   | 6   | DNF | DNF |     |     |     |
| 1992   | Kremer Racing                     | Porsche 962           | MON | SIL | LEM | DON | SUZ | MAG |     |     |     |     |     |
| 1992   | Kremer Racing                     | Porsche 962           | 7   |     |     |     |     |     |     |     |     |     |     |